# Левин, Михаил Вячеславович
Михаи́л Вячесла́вович Ле́вин (19 апреля 1969) — советский и российский футболист, полузащитник, нападающий.

## Карьера
Воспитанник школы ЦСКА. В 18-летнем возрасте сыграл 12 игр в высшей лиге за главную команду. Первую половину 1989 года отыграл в молдавском «Нистру» Кишинёв (первая лига), вторую — в украинском «Кристалле» Херсон, следующий год провёл в узбекском «Новбахоре» Наманган. В 1991—1994 играл в петербургском «Зените», был первым капитаном команды в чемпионате России. Конец карьеры провёл в клубах второй лиги. Победитель зоны «Центр» второй лиги 1995 года в составе клуба «Газовик-Газпром» Ижевск. В 1999 году пару месяцев отыграл в китайском клубе «Фошань Фости».
После окончания карьеры футболиста 7,5 лет отработал термистом на Кировском заводе.

## Семья
По состоянию на июнь 2013 — три дочери, два внука 2006 и 2011 г. р.